# Шибрия

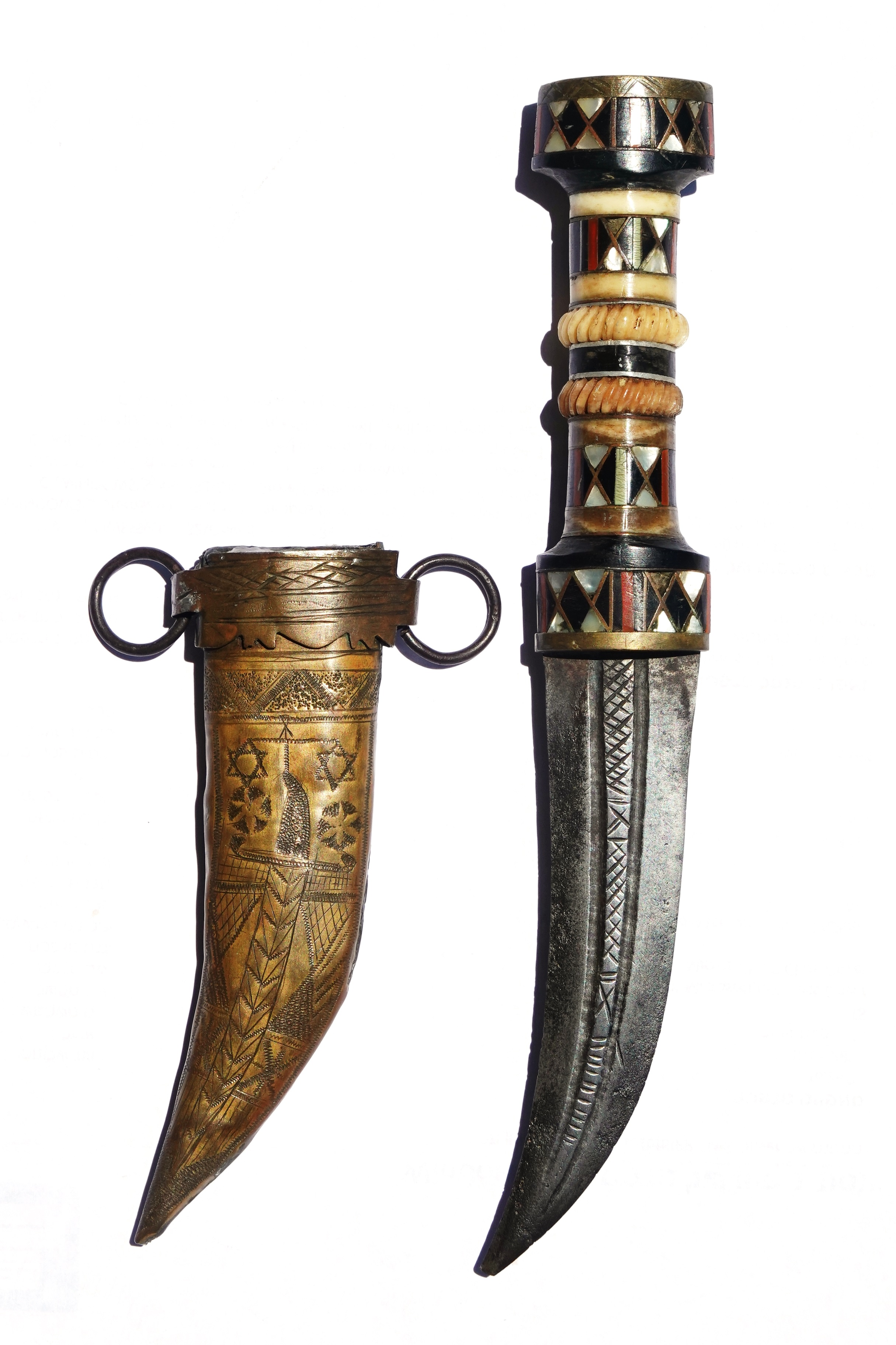

Шибрия — традиционный кинжал бедуинов, населяющих пустыни Иордании, сопредельные земли Израиля, Сирии, Саудовской Аравии.
Отличается характерным клинком с двойным изгибом, хотя встречаются экземпляры, имеющие одинарный изгиб.
В настоящее время носится бедуинской полицией Иорданского Хашимитского Королевства. Распространенный на территории Палестины, Иордании и, отчасти, Саудовской Аравии. Восходит к до исламскому периоду. Используется бедуинами. Клинок со скосом обуха, часто имеет характерную S-образную («ятаганную») форму режущей кромки. Ножны чаще всего выполняются из дерева и покрываются листовым металлом.